# Москва Доверие
«Москва Доверие» — первый московский телеканал социальной направленности. Кабельное вещание началось 1 ноября 2006 года на 11 спецканале (11 СК) кабельного диапазона (с 25 августа 2015 года — на 41 ТВК) в Москве в кабельной сети «Мостелеком» (НКС, позже — «Ростелеком»). Сейчас сигнал также доступен с ряда спутниковых платформ.

## История
В разные годы телеканал назывался:
- с 1 ноября 2006 по 31 августа 2008 — «Столица плюс»
- с 1 сентября 2008 по 4 сентября 2012 — «Доверие»[9]
- с 5 сентября 2012 года — «Москва Доверие»

С основания и до середины 2010-х годов основной тематикой канала считались помощь представителей власти и общественных организаций, решение насущных бытовых проблем в прямом эфире, репортажи и отзывы местных жителей, комментарии историков, экспертов и гостей, что было закреплено постановлением правительства Москвы от 10 марта 2009 года. С конца 2006 по 31 марта 2012 года, согласно условиям лицензии, на телеканале в специально выделенных блоках (сначала с 16:00 до 23:00 и с 4:00 до 9:00, с 2008 года — с 9:00 до 11:15 и с 18:15 до 20:30) включались программы окружных и районных студий, чью трансляцию с 1997 по 2006 год осуществлял телеканал «Столица». 1 апреля 2012 года показ этих передач был прекращён в связи с истечением договора и изменением концепции вещания.
Осенью 2011 года, в связи с закрытием телеканала «Столица» и началом вещания телеканала «Москва 24», некоторые бывшие его передачи перешли на «Доверие».
С 1 апреля 2012 года в рамках создания объединённой редакции московских электронных СМИ производство контента для «Доверия» отдано ОАО ГТК «ТВ Столица».
С 5 сентября 2012 года канал изменил название на «Москва Доверие».
C 1 апреля 2016 года вещает в формате 16:9. Приблизительно с того же времени сетка вещания канала стала состоять, в основном, из документальных проектов, рассказывающих о событиях, фильмах, актёрах и эстрадных исполнителях советского периода, а также старых советских (реже — зарубежных) художественных фильмов и мультфильмов.
С осени 2022 года отдельное место в сетке телеканала занимает магистральный телевизионный проект «Мой район», который включает новости, истории людей, событий и объектов районов Москвы.
Решением Федеральной конкурсной комиссии по телерадиовещанию от 22 февраля 2017 года телеканал «Москва Доверие» выбран обязательным общедоступным региональным телеканалом («22-я кнопка») Москвы.

## Список передач
- «Кафе Эпоха» (ведущий — Валентин Смирнитский) (с 2025)
- «Кинокульт» (ведущий — Даниил Спиваковский) (с 2025)
- «Мой район. Место встречи» (ведущие — Дмитрий Харатьян и Ольга Кабо) (с 2025)
- «Мой район. Новости» (с 2024)
- «Моя Москва» (с 2024)
- «Программа наших передач» (ведущий — Владимир Березин) (с 2022)
- «Страсти на эстраде» (закадровый голос — Денис Юченков) (с 2025)
- «Улицы московские» (ведущий — Андрей Соколов) (с 2025)

### Архивные программы
- «50 плюс» (2013—2014)
- «Без проблем» (2015—2016)
- «Без срока давности» (2013—2014)
- «В главной роли» (2021—2023)
- «В движении» (2014—2015)
- «В кругу семьи» (2011—2015)
- «В теме» (2015—2017)
- «Важнейшее из искусств» (2016)
- «Ваше телевидение» (2016—2017)
- «Вектор доверия» (2008—2010)
- «Вера. Надежда. Любовь» (ведущая — Любовь Акелина) (2009—2020)
- «Военное обозрение» (2012—2014)
- «Военный курьер» (2011—2012)
- «Вот это любовь!» (2021—2023)
- «Время московское» (2015—2016)
- «Всё в дом» (2008—2009)
- «Вспомнить всё» (2013—2015)
- «Второе и компот» (2015—2016)
- «Выбери меня» (2015)
- «Выход есть!» (2016)
- «Выходи во двор, поиграем!» (2007—2010)
- «Главконцерт» (2015)
- «Говорим по-русски» (2008—2009)
- «Город без окраин» (2024)
- «Город легенд» (2015—2016)
- «Горько!» (2016)
- «Градъ-город» (2006—2010)
- «Двойные стандарты» (2015)
- «Делаем вместе» (2020)
- «Дневной канал» (2012—2013)
- «Доверие. Утро» (2008—2011)
- «Доверяй, но проверяй» (2010—2017)
- «Домашняя экспертиза» (2008—2009)
- «Её история» / «Его история» (2014)
- «Есть и лучше» (2017)
- «За кулисами славы» (2018—2019)
- «Звёздные судьбы» (2013)
- «Звёздный холодильник» (2013—2014)
- «Звёзды решают всё» (2016)
- «Звёзды советского экрана» (закадровый голос — Денис Юченков) (2018—2024)
- «Золотая рыбка» (ведущий — Евгений Додолев) (2020—2024)
- «Инфолента» / «Новости» / «В ритме города» (2006—2015)
- «Как уходили кумиры» (2011—2012)
- «Картинки с выставки» (2006)
- «Кинодача» (2021—2023)
- «Киномода» (закадровый голос — Игорь Ильин) (2025)
- «Кинореквизит» (ведущий — Владимир Березин) (2024)
- «Киноулица» (ведущий — Валентин Смирнитский) (2023—2024)
- «Кинофакты» (2018)
- «Клипопанорама» (2015)
- «МИТРОном» (2007—2008)
- «Мегаполис» (2007—2008)
- «Мелодии и ритмы» (2012—2015)
- «Мир путешествий» (2012—2013)
- «Мистические тайны кино» (ведущий — Владимир Березин) (2021)
- «Мой район» (2022—2024)
- «Мой район. Навигатор» (2022—2023)
- «Мой район. Обратная связь» (2022—2023)
- «Москва в кино» (2011—2012)
- «Москва говорит» (2012—2013)
- «Москва и мир» — трёхминутная межпрограммная рубрика, рассказывающая о главных новостях в Москве, России и мире (2017—2022)
- «Москва. Подробности» (2014—2015)
- «Мы — москвичи» (2006)
- «Настоящая история» (2018—2019)
- «Начало дня на Доверии» (2013—2015)
- «Нераскрытые тайны» (2013—2015)
- «Ночной разговор» (2015)
- «О вкусной и здоровой пище» (2012—2013)
- «О животных и растениях» (2012—2013)
- «О здоровье» (2011)
- «Огородный инспектор» (2017)
- «Пенсионеры» (2009—2010)
- «Песни нашего кино» (2018—2019)
- «Песня с историей» (2016—2018)
- «Пластик-клуб» (2011—2012)
- «Поговорим?» (2011—2012)
- «Последние из…» (2015)
- «Профессия — режиссёр» (2024)
- «Разговор с Александром Мягченковым» (2011—2012)
- «Раскрывая мистические тайны» (2015—2020)
- «Раскрывая тайны звёзд» (2015—2024)
- «Раскрывая тайны дня» (2017)
- «Раскрывая тайны еды» (2015—2016)
- «Раскрывая тайны здоровья» (2015—2016)
- «Реальное время» (2011—2012)
- «Свои люди» (2013—2015)
- «Секреты экстрасенсов» (2014—2015)
- «Семья» (2008—2011)
- «Служба доверия» / «Город доверия» (2008—2015)
- «Советская заграница» (ведущий — Владимир Березин) (2020)
- «Солнечное утро» (2011)
- «Счастливый возраст» (2011—2012)
- «Тайны души» (ведущая — Любовь Акелина) (2021—2024)
- «Тайны кино» (закадровый голос — Игорь Ильин) (2017—2023)
- «Тайны нашей эстрады» (закадровый голос — Игорь Ильин) (2022—2023)
- «Такая история» (ведущий — Дмитрий Харатьян) (2022)
- «Телевизионная школа безопасности» (2008—2009)
- «Ты в игре» (2013)
- «Управа найдётся!» (2007—2009)
- «Ускользающая красота» (2015—2016)
- «Факультатив» (2012—2013)
- «Формула любви. Ты и я» (2013)
- «Хотите жить долго?» (2013)
- «Хочу вашего мужа» (2016)
- «Час комплекса социальной сферы» (2010—2011)
- «Частная история» (2012—2015)
- «Это было смешно» (закадровый голос — Игорь Ильин) (2019—2021)
- «Это лечится!» (2016)
- «Это наш город» — минутная межпрограммная рубрика, которая рассказывает о самых значимых событиях в Москве (2016—2022)
- «Это по-нашему» (2016—2018)
- «Юмор на все времена» (ведущий — Аркадий Инин) (2022—2023)

Основной программой телеканала до 4 сентября 2012 года являлась информационная программа «В ритме города» (до 13 сентября 2009 года выходила под названием «Инфолента», до 2011 — «Новости»), которую с 1 апреля 2012 года производил коллектив телеканала «Москва 24».

## Вещание

### Эфирное и кабельное
Эфирное вещание в Москве осуществляется РТРС в цифровом формате DVB-T2 на 22 ТВК.
До 15 февраля 2023 года канал вещал на 34 ТВК.

## Руководство

### Генеральные директора
- Павел Горелов (2006—2011)[27][28]
- Алексей Расчётин (2011)
- Анна Желонкина (2011—2012)[29]
- Игорь Шестаков (с 2012, как руководитель объединённой дирекции «Москва Медиа»)[24][30]